# Kamana av Jinga
Kamana av Jinga, född okänt år, död 1810, var en afrikansk monark, drottning av kungariket Jinga från 1767 till 1810. 
Hon var dotter till Ana III Guterres och syster till Murili. Hennes mor Ana III blev år 1767 dödad av sin brorson/systerson Francisco II Kalwete ka Mbandi, vilket utlöste en långvarig tronstrid och splittring. 
Kamana och hennes syster flydde efter moderns död till Kidonaöarna i Kwanza, där Kamana upprättade ett kungadöme i Jinga och förgäves bad om Portugals stöd att återta tronen: de två monarkerna delade formellt upp riket omkring år 1800, och Kamana blev drottning i det lilla kungariket Jinga. 
Kungariket enades inte igen förrän under Ana III:s dotterson och Kamanas son Ndala Kamana 1810.